# Rodion Cămătaru
Rodion Gorun Cămătaru (Strehaia, 22 de junho de 1958) é um ex-futebolista romeno que competiu no Campeonato Europeu de Futebol de 1984.